# Reaktor katalityczny

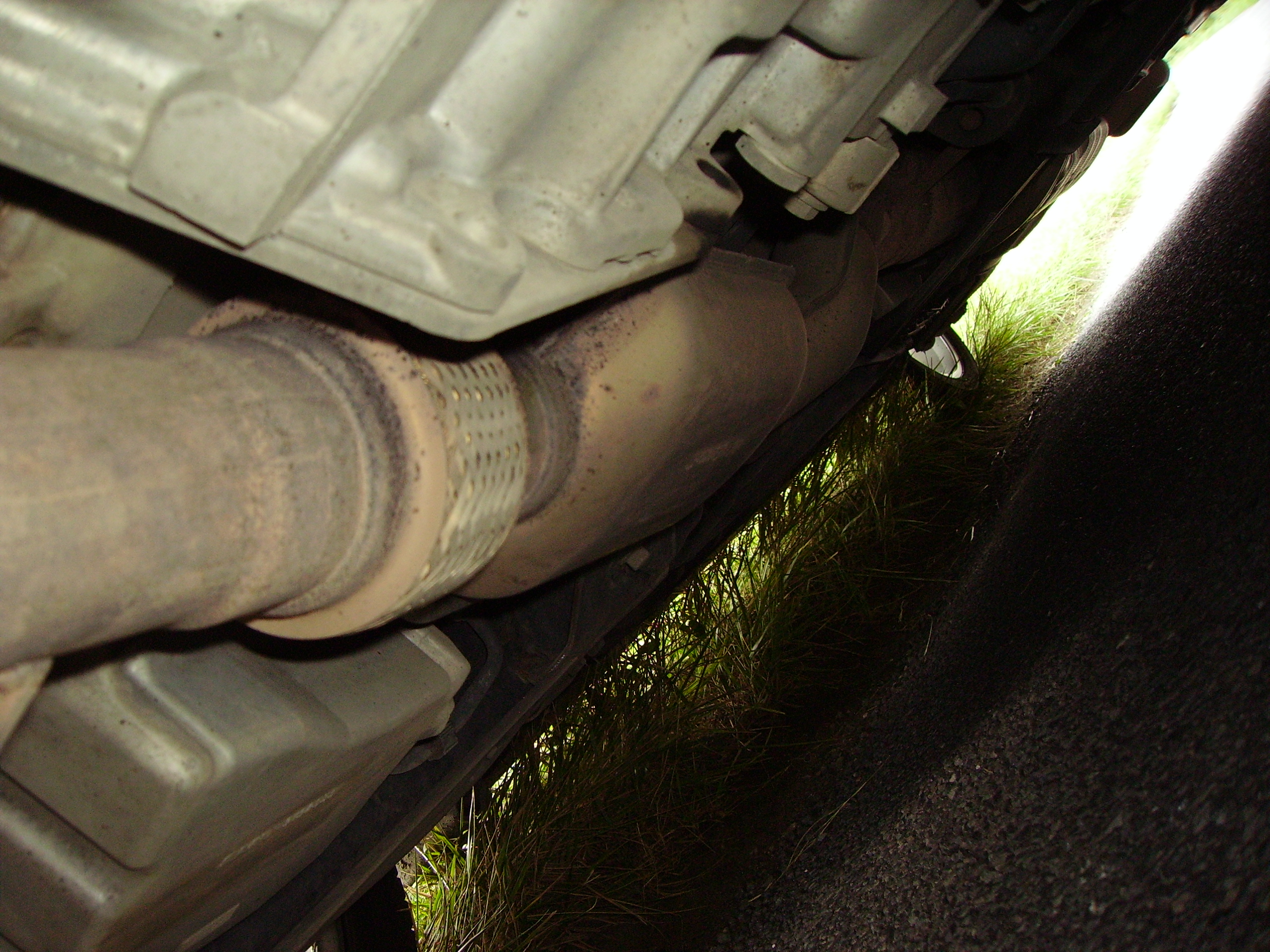
Katalizator zamontowany w samochodzie.

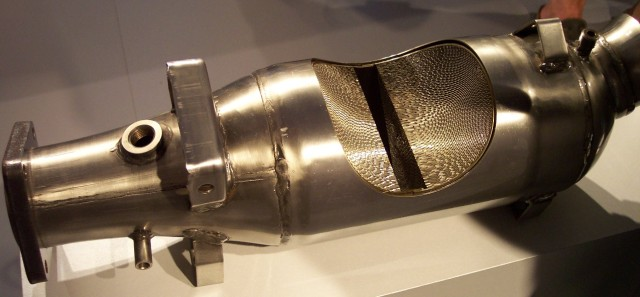
Wnętrze katalizatora samochodowego

Reaktor katalityczny (popularna nazwa – katalizator samochodowy) – część układu wydechowego wszystkich współczesnych samochodów osobowych spełniająca funkcję pozasilnikowego systemu zmniejszania ilości szkodliwych składników spalin. Dawniej nie były stosowane ze względu na mało rygorystyczne normy dotyczące emisji spalin. Dziś stosowane są również w innych urządzeniach napędzanych silnikiem spalinowym, ciężarówkach, autobusach, lokomotywach, wózkach widłowych itp. Ma na celu zmniejszenie ilości szkodliwych związków chemicznych w gazach wydechowych.
Działanie reaktora opiera się na reakcji substancji zawartych w spalinach z katalizatorem. Substancjami katalitycznymi są najczęściej metale szlachetne, takie jak rod, pallad czy platyna.
Optymalne warunki pracy katalizatora dobierane są dzięki sterowaniu silnikiem na podstawie danych z sondy lambda.
Przy silnikach o zapłonie iskrowym najczęściej stosuje się reaktory trójfunkcyjne TWC (od ang. Three Way Catalyst), które redukują tlenki azotu (NOx) oraz jednocześnie utleniają węglowodory (CxHy) i tlenek węgla (CO). Aby reakcje te mogły zachodzić równocześnie konieczne jest utrzymywanie współczynnika nadmiaru powietrza na poziomie λ=1.
Przy silnikach o zapłonie samoczynnym stosowane są reaktory utleniające, które powodują utlenienie związków CxHy i CO. Jednoczesna redukcja NOx jest w tym przypadku niemożliwa ze względu na fakt pracy tych silników na mieszankach ubogich.
Ze względu na rosnące wymagania ze strony norm emisji spalin pojedyncze reaktory katalityczne są zastępowane układami kilku reaktorów.
Zużyte katalizatory poddaje się recyklingowi, odzyskując metale szlachetne. Z kilku ton urządzeń można pozyskać około 1 kg platyny.